# Aborlan
Aborlan est une municipalité de la province de Palawan aux Philippines.

## Géographie

### Démographie
En 2015, la population d'Aborlan était de 35 091 habitants.